# I maestri di rampone
I maestri di rampone (Down to the Sea in Ships) è un film del 1922 diretto da Elmer Clifton. Il film venne girato a New Bedford, nel Massachusetts. Tra gli interpreti, anche la sedicenne Clara Bow.

## Trama
In una cittadina baleniera del New England, la giovane Patience Morgan ha numerosi pretendenti che aspirano a sposarla. Ma il padre della ragazza vuole che lei sposi sì un baleniere che, però, deve essere anche quacchero.  Così Allan Dexter, di cui Patience è innamorata, non riceve l'approvazione del vecchio Morgan per via della sua fede religiosa. Morgan, al contrario, acconsente al matrimonio della figlia con Samuel Siggs, che lo imbroglia spacciandosi per quacchero. Allan, arruolato a forza su una nave e caduto fuori bordo durante una tempesta sull'oceano, dimostra di essere un bravo baleniere e, convertito alla religione di Patience, riesce a tornare in tempo a casa per impedire il matrimonio della ragazza con Siggs.

## Produzione
Il film fu prodotto dalla Whaling Film Corp.

## Distribuzione
Il film fu distribuito nelle sale statunitensi il 4 marzo 1923 da W.W. Hodkinson; nel New England, la distribuzione venne affidata alla Wholesome Film Service Inc. e il film fu presentato in prima a New Bedford il 25 settembre e a Providence, nel Rhode Island, il 22 novembre 1922.

## Critica
(Variety, 8 dicembre 1922)
(Kinematograph Weekly, 29 novembre 1923)
(La rivista cinematografica, febbraio 1927)